# U-63 (1939)
U-63 – niemiecki okręt podwodny (U-Boot) typu II C z okresu II wojny światowej. Okręt wszedł do służby w 1939 roku.

## Historia
U-63 wcielono do 1. Flotylli U-Bootów celem szkolenia załogi. Od lutego 1940 roku okręt bojowy. 
Podczas swojego jedynego patrolu bojowego zatopił statek o pojemności 3.840 BRT (szwedzki frachtowiec „Santos”). 25 lutego 1940 roku na południe od Szetlandów U-63 wykrył konwój HN-14. Przygotowujący się do ataku U-Boot został dostrzeżony przez brytyjski okręt podwodny HMS „Narwhal”, którego dowódca zaalarmował pozostałe okręty eskorty. Atak czterech niszczycieli przeprowadzony przy użyciu bomb głębinowych zmusił U-Boota do wynurzenia; jego dowódca nakazał samozatopienie jednostki. W wyniku ostrzału artyleryjskiego zginął jeden członek załogi U-63. 
Admiralicja przyznała zatopienie U-63 okrętowi podwodnemu HMS „Narwhal” i niszczycielom: HMS „Escort”, HMS „Imogen”, HMS „Inglefield”.